# Gartenlaube-Walzer
Gartenlaube-Walzer, op. 461, är en vals av Johann Strauss den yngre. Den spelades första gången den 6 januari 1895 i Gyllene salen i Musikverein i Wien. 

## Historia

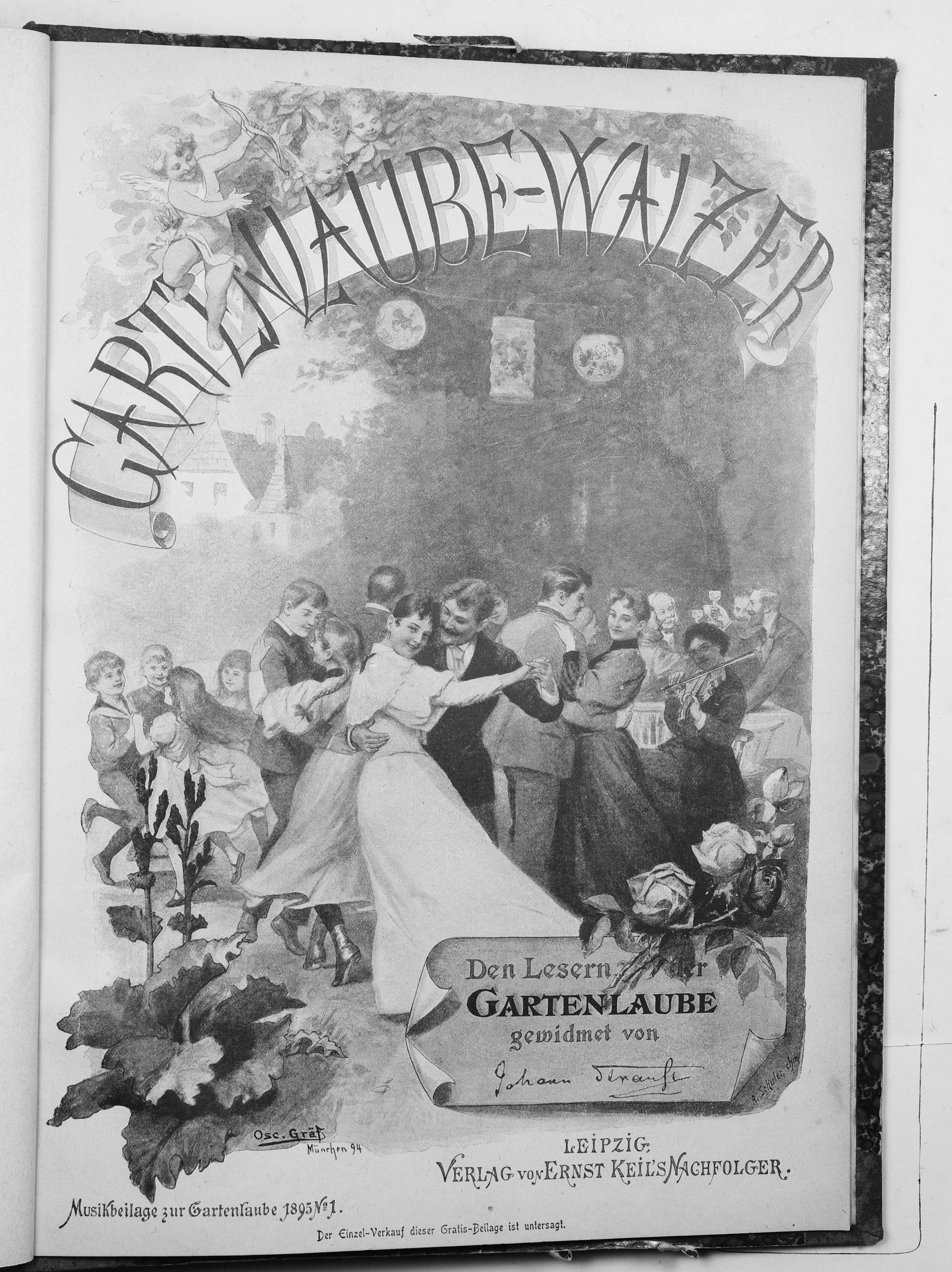
Oscar Gräfs framsida till Die Gartenlaube.

Under andra hälften av 1890-talet ville den österrikiske dirigenten Ernst von Schuch inkludera en Straussvals i en av sina konserter med Hovoperans orkester i Dresden. Han bad vännen Paul Lindau att fråga Johann Strauss vilken av sina valser som skulle passa. Strauss svarade: "Valsfrågan är väldigt svår att besvara. Jag är den minst lämplige personen att svara, därför att jag anser ingen är lämplig". Han fortsatte: "Min hustru säger att du kan föreslå Schuch 'Frühlingsstimmen', 'Kaiser-Walzer', 'Millionen seid gegrüsst' och 'Gartenlaube-Walzer'. Han kan välja mellan dom fyra". (Schuch valde 'Frühlingsstimmen' och åtnjöt stor triumf med den.) 
Adèle Strauss val av den ovanliga 'Gartenlaube-Walzer' vid sidan av tre av Strauss mästarvalser är intressant och återspeglar den syn att många av kompositörens senare valser sågs mer som skapade för konsertsalen än för danssalen. Strauss skrivna svar är också komisk då det visar sig att även valskungen själv inte helt korrekt kunde återkalla namnet på en av hans största skapelser: valsen Seid umschlungen Millionen (op. 443) som han tillägnade Johannes Brahms.
Valsen Gartenlaube-Walzer komponerades 1894 och tillägnades läsarna av veckoskriften Die Gartenlaube. 1893 hade tidningen firat 40 år och året därpå hade en av tidningens journalister hyllat Strauss 40-årsjubileum som musiker med några hedrande verser. Strauss och tidningens ledning kom överens om ett utbyte: Strauss skulle komponera en vals till tidningens läsare och konstnären Oscar Gräf skapade en framsida där dansande par virvlade runt till en violinists toner. Klaverutdraget till valsen publicerades första gången som specialbilaga till Die Gartenlaube (1895, nr 1) med varningen: "All återförsäljning av denna gratisbilaga beivras". En separat upplaga avsedd för musikaffärer utgavs kort därefter. Båda upplagorna hade inskriften: "Tillägnad läsarna av Gartenlaube av Johann Strauss".
Det första framförandet av valsen dirigerades av Johann Strauss själv i Gyllene salen i Musikverein under en av brodern Eduard Strauss söndagskonserter den 6 januari 1895. I det tryckta programmet stod det att läsa "Tillhör veckoskriften 'Gartenlaube'". Valsen återkom en vecka senare då Eduard Strauss dirigerade en konsert som firade 25-årsminnet av Musikverein och av Strausskonserterna där. Tidningen Neue Freie Presse skrev den 8 januari 1895: "När Maestro [Johann] Strauss visade sig hälsades han med entusiastiska applåder av den tättpackade publiken, vilka ökade orkanartat i slutet av valsen. Strauss fick ta om valsen och när applåderna inte ville lägga sig, fick han ta en repris på Bildkupletten från 'Jabuka'. Den kompositionen hälsades också av stora applåder och fick tas om. I dirigentlogen åsåg kompositörerna Karl Goldmark, Johannes Brahms och Richard Heuberger konserten, i vilken det också ingick verk av Eduard Strauss, särskilt intermezzot 'Im hypnotischen Schlummer' möttes av många applåder". Heuberger skrev ner sina intryck av konserten och de ingick senare i hans memoarer: "Efter middagen gick jag med Brahms och Goldmark till en Strausskonsert i Musikverein. Vi satt i dirigentlogen och Strauss dirigerade sin 'Gartenlaube-Walzer' för första gången. Brahms kommenterade att det var märkligt att valser, till synes lättförståeliga kompositioner, endast uppskattas efter förtjänst efter en längre tid. Brahms fann inte mycket nytt i 'Gartenlaube-Walzer'. 'Ja, mycket Strauss-likt, men det är allt. Jag gläds år orkestreringen. Den är underbart utförd'".

## Om valsen
Speltiden är ca 12 minuter och 2 sekunder plus minus några sekunder beroende på dirigentens musikaliska tolkning.

## Weblänkar
- Gartenlaube i Naxos-utgåvan.